# 维利·迪斯科夫
维利·迪斯科夫（德語：Willy Düskow，？—？），德国男子赛艇运动员。他曾代表德国参加1908年夏季奥林匹克运动会赛艇比赛，搭档马丁·施坦克获得男子双人单桨无舵手铜牌。